# دانيال بروفينسيو
دانيال بروفينسيو (بالإسبانية: Daniel Provencio)‏ هو لاعب كرة قدم إسباني في مركز الوسط، ولد في 7 أكتوبر 1987 في مدريد في إسبانيا. لعب مع خيتافي ب ورايو فايكانو ب ورايو فايكانو وسي إف آر كلوج ونادي أوسبيتاليت ونادي إلتشي ونادي ميرانديس.

## وصلات خارجية
- دانيال بروفينسيو على موقع قاعدة بيانات كرة القدم.إي يو (الإنجليزية)
- دانيال بروفينسيو على موقع Soccerway.com (الإنجليزية)
- دانيال بروفينسيو على موقع AS.com (الإسبانية)